# 裴寨遗址

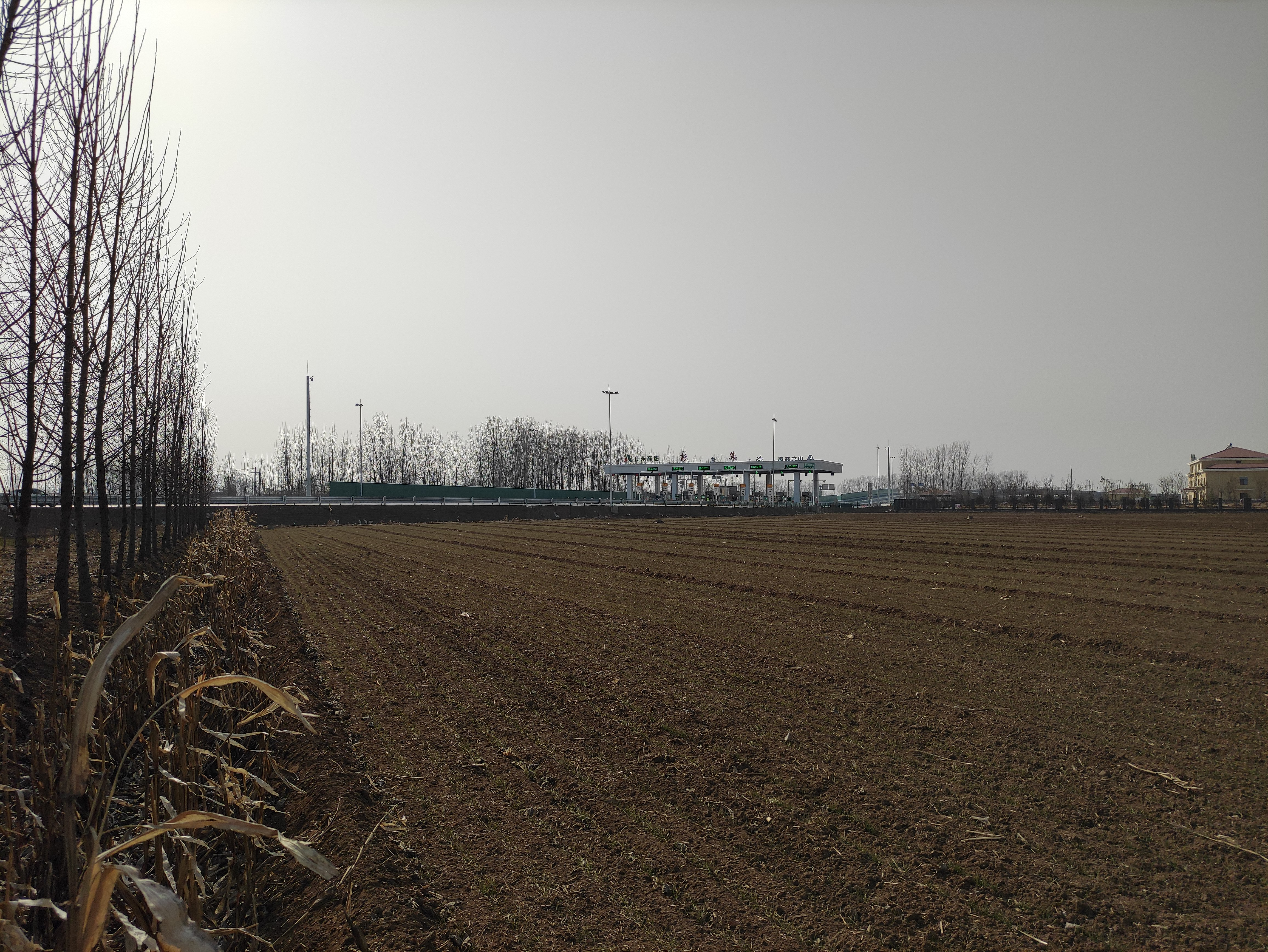
裴寨遗址附近的田野

裴寨遗址又称裴寨汉唐文化遗址，位于山东省东平县彭集街道裴寨村村北几百米处，为一处汉唐文化遗址。2015年，为了配合宁梁高速建设，在勘探时发现此处遗址。2018年7月初，考古学家对该遗址将被高速路占压的300平方米的部分进行抢救性发掘，目前已经出土了少量陶瓷器的碎片。